# فرودگاه مالاکال
فرودگاه مالاکال (به انگلیسی: Malakal Airport) یک فرودگاه همگانی، غیرنظامی با کد یاتا MAK است که یک باند فرود آسفالت دارد و طول باند آن ۲۰۰۰ متر است. این فرودگاه در کشور سودان جنوبی قرار دارد و در ارتفاع ۳۹۳٫۵ متری از سطح دریا واقع شده است.